# Tournoi d'échecs de Nankin
Le tournoi d'échecs de Nankin est un tournoi du jeu d'échecs organisé en 2008, 2009 et 2010 à Nankin. Disputé sous la forme d'un tournoi à deux tours entre six joueurs, il atteignait la catégorie 21.
Aussi appelé le  tournoi Pearl Spring ((en) Pearl Spring Chess Tournament) du nom de l'hôtel Mingfa Pearl Spring situé dans le district de Pukou de Nankin où avait lieu la compétition, ce tournoi faisait partie des tournois du grand chelem d'échecs. Le vainqueur du tournoi de Nankin était qualifié pour la finale du grand chelem d'échecs de Bilbao qui accueillait aussi les vainqueurs des tournois de Wijk aan Zee, de Linares et de Sofia.
En 2009, Magnus Carlsen marqua 8 points sur dix possibles et réalisa une performance Elo de plus de 3000 points Elo.

## Palmarès du tournoiPearl Spring
| Année | Dates                   | Vainqueur                      | Deuxième                              | Troisième                          | Autres participants                            | Moyenne Elo |
| ----- | ----------------------- | ------------------------------ | ------------------------------------- | ---------------------------------- | ---------------------------------------------- | ----------- |
| 2008  | 10-22 décembre          | Veselin Topalov 7 / 10 (+4 =6) | Levon Aronian : 5,5 / 10 (+2 –1 =7)   | Bu Xiangzhi : 5 / 10 (+2 –2 =6)    | 4e : Svidler 5e-6e : Ivantchouk, et Movsessian | 2752        |
| 2009  | 27 septembre -9 octobre | Magnus Carlsen 8 / 10 (+6 =4)  | Veselin Topalov : 5,5 / 10 (+2 –1 =7) | Wang Yue : 4,5 / 10 (+0 –1 =9)     | 4e-6e : Radjabov, Leko, et Iakovenko           | 2764        |
| 2010  | 19-30 octobre           | Magnus Carlsen 7 / 10 (+4 =6)  | Viswanathan Anand : 6 / 10 (+3 –1 =6) | Étienne Bacrot : 5 / 10 (+3 –3 =4) | 4e-5e : Gashimov, et Topalov 6e : Wang Yue     | 2766        |

## Grand Prix FIDE féminin de Nankin (2009)
En septembre-octobre 2009, la Fédération internationale des échecs organisa un tournoi du Grand Prix FIDE féminin 2009-2011. Le tournoi, avec douze participantes, fut remporté par la Chinoise Xu Yuhua (8/11) devant Nana Dzagnidzé (7,5/11), Zhao Xue (7/11), Marie Sebag, Lilit Mkrtchian, et Ju Wenjun (6,5/11).